# Heerlijkheid Homburg
De heerlijkheid Homburg (Duits: Herrschaft Homburg) was een land in het Heilige Roomse Rijk. Het omvatte ongeveer de huidige gemeente Nümbrecht en de stad Wiehl. De heerlijkheid was niet bij een Kreits ingedeeld. 

Heerlijkheid Homburg

Homburg, omsloten door het hertogdom Berg en de rijksheerlijkheid Gimborn en Neustadt, kwam in 1259 door zijn huwelijk met Jutta van Homburg aan Godfried I, graaf van Sayn. Tussen 1260 en 1265 bouwde hij er ook het slot Homburg.
In 1276 droeg Godfried de heerlijkheid als allodium over aan koning Rudolf I van Habsburg, waarna hij het als rijksonmiddelbaar leen terugkreeg. Door dit feodale recht konden de graven van Sayn zich eeuwenlang tegen annexatiepogingen van het graafschap en later hertogdom Berg weren. In 1361 verwerft Salentijn van Sayn-Homburg door zijn huwelijk met Elizabeth van Wittgenstein het graafschap Wittgenstein.
Na de deling van het graafschap Wittgenstein in 1607 komt Homburg aan de linie Sayn-Wittgenstein-Berleburg. Van 1631 tot 1743 is Homburg nog in het bezit van een zijlinie. 
In de Rijnbondakte van 12 juli 1806 wordt in artikel 24 het graafschap Homburg onder de soevereiniteit van het groothertogdom Berg gesteld: de mediatisering.
Het Congres van Wenen in 1815 wijst de heerlijkheid toe aan het koninkrijk Pruisen. In Pruisen wordt het onderdeel van de provincie Gulik-Kleef-Berg en in 1822 van de Rijnprovincie.